# WTA Challenger Saint-Malo
Das WTA Challenger Saint-Malo (offiziell: Open 35 de Saint-Malo) ist ein Tennisturnier der WTA Challenger Series, das in der französischen Stadt Saint-Malo ausgetragen wird.
Nachdem das Turnier seit 2008 bis 2020 unter der ITF gespielt wurde, findet es seit 2021 mit erhöhtem Preisgeld als Turnier der WTA Challenger Series statt. 

## Siegerliste

### Einzel
| Jahr | Siegerin            | Finalgegnerin   | Ergebnis       |
| ---- | ------------------- | --------------- | -------------- |
| 2021 | Viktorija Golubic   | Jasmine Paolini | 6:1, 6:3       |
| 2022 | Beatriz Haddad Maia | Anna Blinkowa   | 7:63, 6:3      |
| 2023 | Sloane Stephens     | Greet Minnen    | 6:3, 6:4       |
| 2024 | Loïs Boisson        | Chloé Paquet    | 4:6, 7:63, 6:3 |
| 2025 | Naomi Ōsaka         | Kaja Juvan      | 6:1, 7:5       |

### Doppel
| Jahr | Siegerinnen                          | Finalgegnerinnen                        | Ergebnis          |
| ---- | ------------------------------------ | --------------------------------------- | ----------------- |
| 2021 | Kaitlyn Christian Sabrina Santamaria | Hayley Carter Luisa Stefani             | 7:64, 4:6, [10:5] |
| 2022 | Eri Hozumi Makoto Ninomiya           | Estelle Cascino Jessika Ponchet         | 7:61, 6:1         |
| 2023 | Greet Minnen Bibiane Schoofs         | Ulrikke Eikeri Eri Hozumi               | 7:67, 7:63        |
| 2024 | Amina Anschba Anastasia Dețiuc       | Estelle Cascino Carole Monnet           | 7:67, 2:6, [10:5] |
| 2025 | Maia Lumsden Makoto Ninomiya         | Oksana Kalaschnikowa Angelica Moratelli | 7:5, 6:2          |